# 麥姓
麥姓，是一個漢字姓氏，《百家姓》中也沒有把它列入，冠有此姓名者多與广府民系有關連。
现今，關於麥姓起源的资料相当稀少。麥氏起姓說：「麥」字，從「來」不從「夾」，從「夂」不從「夕」。來象其實，夂象其根。

## 由來
麥氏有兩個由來：
- 第一，春秋時，有一個人，稱為麥丘老人，齊桓公賜給封地麥丘。他的後裔便以「麥」為氏。
- 第二，有一個人，名叫麥鐵杖，氣力很大，而且奔走迅速，據說每天能走五百里，作戰英勇，官至大將軍、宿国公、光祿大夫。廣東麥姓的人，多是他的後人。

## 麥氏宗祠及其他文物
韶關始興麥氏宗祠位於廣東省廣州市西朗麥村內，在90年代初，由港澳台同胞及始興麥村村民合資重建。
另外，位於廣東省廣州市西朗麥村附近鐵杖公的衣冠塚及由其種植的榕樹在中國文化大革命時期受到破壞。
其他麥氏宗祠包括位於廣東省廣州市南沙区黃閣鎮蓮溪村宿國新街，以及广州市黄埔区南湾村。
在廣東省內，順德曾經建有麥氏宗祠。

### 歷史文獻
- 《隋書·麥鐵杖傳》
- 《直隸南雄州志·宦績》
- 《南雄麥氏族譜》
- 《資治通鑑·隋紀五》

## 延伸阅读
[在维基数据编辑]
 《欽定古今圖書集成·明倫彙編·氏族典·麥姓部》，出自陈梦雷《古今圖書集成》

## 外部連結
- 麥氏宗祠
- 麦氏：宿国流芳昭武烈 - 寶安日報
- 何姓與韓、藍、卓、韋、麥、紀諸姓的聯宗